# Territori del Nord-oest
Per a altres regions geogràfiques que usen el terme "Nord-oest", veure Nord-oest.

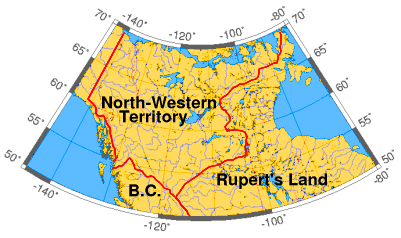
El Territori Nord-oest en el moment de la seva major extensió, el 1859.

El Territori Nord-oest va ser una regió de l'Amèrica del Nord britànica fins a 1870. Va rebre aquest nom per la seva situació amb relació a la Terra de Rupert. El territori en el moment de la seva major extensió cobria el que actualment són les províncies canadenques de Yukon, part continental dels Territoris del Nord-oest, part continental nord-oest de Nunavut, nord-oest de Saskatchewan, nord d'Alberta i el nord de la Colúmbia Britànica.

## Història
No és clar quan el Regne Unit va declarar la seva sobirania sobre el territori, però després que França acceptés la sobirania britànica sobre la costa de la badia de Hudson pel Tractat d'Utrecht (1713) el Regne Unit era l'únic poder europeu amb accés pràctic a aquella part del continent. La Companyia de la Badia de Hudson, tot i la carta reial que adjudicava només la Terra de Rupert a la companyia, feia temps que utilitzava la regió com a part de la seva àrea comercial abans que li fos assignat el govern del Territori del Nord-oest de forma explícita a la companyia el 1859. Els britànics no van fer pràcticament cap esforç per afirmar la seva sobirania sobre els pobles aborígens de l'àrea. D'acord amb la Proclamació Reial de 1763, l'establiment en gran escala per població no aborigen va ser prohibit fins que les terres fossin lliurades per un tractat.
El 1862, durant la febre de l'or del riu Stikine, part del Territori del Nord-oest es va convertir en el Territori Stikine quan la zona es va omplir de miners estatunidencs i per evitar qualsevol reclamació territorial i gestionar millor el govern de la costa oest, el governador de l'illa Vancouver i la Colúmbia Britànica, James Douglas, va declarar l'àrea com a territori britànic. La zona costanera a la desembocadura del Stikine formava part de l'Amèrica russa, però els britànics tenien drets de lliure navegació a la zona pels tractats de 1825 i 1839, així com un contracte de lloguer de les terres costaneres al sud d'aquesta. La frontera del Territori del Nord-oest en aquesta regió, i també els territoris Stickeen creats a partir d'ella no s'acabaren de definir fins a la delimitació definitiva de la frontera d'Alaska, el 1903. El límit del Territori del Nord-oest amb l'Amèrica russa es trobava al nord del paral·lel 60 i s'havia fixat pel Tractat de Sant Petersburg el 1825.
L'any següent a la creació dels Territoris Stickeen, una part foren tornats al Territori del Nord-oest quan es van ajustar les fronteres i la Colúmbia Britànica va ser ampliada fins al paral·lel 60º Nord. El 1868, poc després de la formació de la Confederació Canadenca, la Companyia de la Badia de Hudson va accedir a lliurar els seus enormes territoris al nou domini. Amb tot, no va ser fins al 15 de juliol de 1870, quan es va formalitzar la transferència al Canadà. En aquesta data el Territori del Nord-oest es va convertir en part dels nounats Territoris del Nord-oest. El 1880 els Territoris Àrtics britànics van ser reclamats pel Canadà i posteriorment van integrar-se als Territoris del Nord-oest i Nunavut. El 1898 el territori de Yukon fou separat de les àrees situades a l'oest de les muntanyes Mackenzie durant la febre de l'or de Klondike, tal com s'havia fet amb el Territori Stickeen per evitar l'ocupació nord-americana i permetre una millor governabilitat.